# Luděk Hulan
Luděk Hulan (Prága, 1929. október 11. – Prága, 1979. február 22.) cseh dzsesszbőgős.

## Pályakép
Hulan 1948-ban az amatőr Hootie Club együttes alapító tagjaként kezdte pályafutását. Az 1950-es évek elején különböző professzionális dzsesszegyüttesekben lépett fel, és jam session-ök szervezésében vett részt. 1953-tól 1957-ig Brnoba lakott, és a Gustav Brom zenekarában nagybőgőzött. Prágába visszatérve társalapítója volt a Studio 5-nek, amely később a Csehszlovák Rádió zenekara lett. A Studio 5, Csehszlovákia egyik legjelentősebb modern dzsesszegyüttese 1961-ben feloszlott. Hulan ekkor új zenekart alapított: The Jazz Studio (Jazzové studio). Gyakran adták elő Hulan saját rövid kompozícióit.
Az 1960-as évek végén Hulan együttműködött a Csehszlovák Rádió Jazz Zenekarával, és aktívan részt vett a cseh zenei életben. Hulan számos jelentős dzsesszmuzsikussal működött együtt, köztük Milan Ulrich tenorszaxofonossal és Richard Kubernát trombitással.
Hulan 1968-ban − Csehszlovákia szovjet inváziója után − Svájcba emigrált, de mivel nem talált zenészmunkát, és hamarosan visszatért. Felesége és lánya ellenben külföldön maradt. Mint visszatért emigránst a "politikailag nemkívánatos" kategóriába sorolták. Ennek ellenére éjszakai jam session-öket szervezett a Viola borozóban. Új zenekart is alapított: a Jazz Szanatóriumot egykori kollégáival. Emellett – eleinte alkalmanként – a Linha Singers együttesnél talált munkát.
1972-ben a Traditional Jazz Studio meghívta, hogy készítsen felvételt a New Orleans-i klarinétos Albert Nicholas-szal. Fellépett Tony Scott amerikai klarinétművésszel is.
M. Peer (?) rendezővel készített egy tévésorozatot: Jazzový herbář (The Jazz Herbarium). Hulan a Jazz Szanatóriummal szervezett egy „Jazz-film-fórumot” és „Jazz kvízt” − amerikai filmfelvételek és szakirodalom felhasználásával. Ez ritka esemény volt: Csehszlovákia kázi normalizálódásában az amerikai kultúra bármilyen propagálása hivatalosan nem volt kívánatos. A kommunista hatóságok azonban már korábban elkobozták az útlevelét, de Hulan felkereshette az amerikai prágai nagykövetséget, és kölcsönözni tudott az anyagokat ezekhez a műsorokhoz.
Luděk Hulan áldatlan körülmények között halt meg. Leesett egy lépcsőről, eltört egy bordája, ami átfúrta a tüdejét. Nem volt tisztában sérülése mértékével. Szokása szerint lefeküdt, és ott halt meg.
A Cseh Jazz Társaság éves Luděk Hulan-díjat alapított emlékére.

## Albumok
- Jazz In My Soul (1965)
- Jazz kolem Karla Krautgartnera  (1965)
- Poezie a jazz I. (1965)
- Poezie a jazz II. (1967)
- Albert's Blues − Traditional Jazz Studio and Albert Nicholas (1972)
- Jazz Sanatorium (1976)
- Milá společnost (1977)
- Bumerang − Traditional Jazz Studio and Tony Scott (1978)
- Luděk Hulan: Blues for You (1994)

## Filmek
- 1969: Jazzový herbář (The Jazz Herbarium – tévésorozat)

## Díjak
- Luděk Hulan-díj